# Interaction homme-robot
 (septembre 2011).
Si vous disposez d'ouvrages ou d'articles de référence ou si vous connaissez des sites web de qualité traitant du thème abordé ici, merci de compléter l'article en donnant les références utiles à sa vérifiabilité et en les liant à la section « Notes et références ».
Pour les articles homonymes, voir HRI.
Les interactions humain-robot (Human-Robot Interactions en anglais, HRI) sont le sujet d'un champ de recherches ayant émergé du contact et de la rencontre entre l'humain et les systèmes robotiques. Il s'agit d'un champ de recherches interdisciplinaires à la frontière entre la robotique, l'ergonomie et la psychologie.

## Définition
Formé par l’assemblage des deux mots « inter » et « action », le terme d’interaction, dans son étymologie même, suggère l’idée d’une action mutuelle, en réciprocité, de plusieurs éléments. Dans le champ des relations humaines, « interaction » intervient comme une contraction de l’expression « interaction sociale » définie comme une relation interpersonnelle, entre deux individus (ici humain/robot), dans laquelle des informations sont partagées.
L'interaction humain-robot s'articule autour de plusieurs panneaux technologiques. En effet, afin de développer des robots ayant la capacité de collaborer mais également de « vivre » au contact des humains, les chercheurs s’activent à développer des algorithmes d'apprentissage, ils étudient l'aspect mécanique, et mènent des recherches sur les matériaux.

## Simplification des interactions

### Humanisation
Non seulement l’apparence est importante mais les gestes ont également un rôle primordial. Plus le robot a un aspect humanoïde, plus l’humain aura de facilité à accepter sa compagnie.[réf. nécessaire]
Pour rendre l’acceptation du robot par l'humain plus facile et assurer une interaction naturelle et sécurisée, rien n'est laissé au hasard, à commencer par l'aspect du robot. Ainsi, la matière souple choisie comme « peau » par les roboticiens de Robopec participe à rendre leur robot expressif : « Reeti nous permet d'ajouter de l'interaction entre l'humain et le robot, à travers un panel d'émotions. La peau du Reeti est souple et déformable, il peut donc imiter certaines émotions », explique Christophe Rousset, fondateur de Robopec. Outre un visage expressif, les matériaux souples et intelligents permettent aussi un toucher plus sensible. 
En outre, reproduire sur un robot les aptitudes sensori-motrices humaines reste un enjeu essentiel de la robotique. On appelle cet écart entre intelligence artificielle et intelligence sensible : Paradoxe de Moravec. 

### Autonomie
L’AIST (institut national de la science et des technologies industrielles avancées de Tsukuba) en collaboration avec la CNRS, s’activent depuis maintenant 10 ans à développer la communication entre l’humain et le robot, notamment en tentant de créer un robot totalement autonome qui comprend et obéit à l'humain. Pour rendre cela possible, les scientifiques optent pour une approche concentrée sur la perception tri-sensorielle. À travers iCub, un petit robot open source doté de trois sens (vue, ouïe, toucher), des chercheurs de l'Institut italien de technologie œuvrent à améliorer le sens du toucher. iCub est un robot humanoïde capable d'interagir avec son environnement et les humains. Couvert de capteurs sensoriels, il peut reconnaître divers objets, s'en saisir sans les écraser et retenir leur appellation.

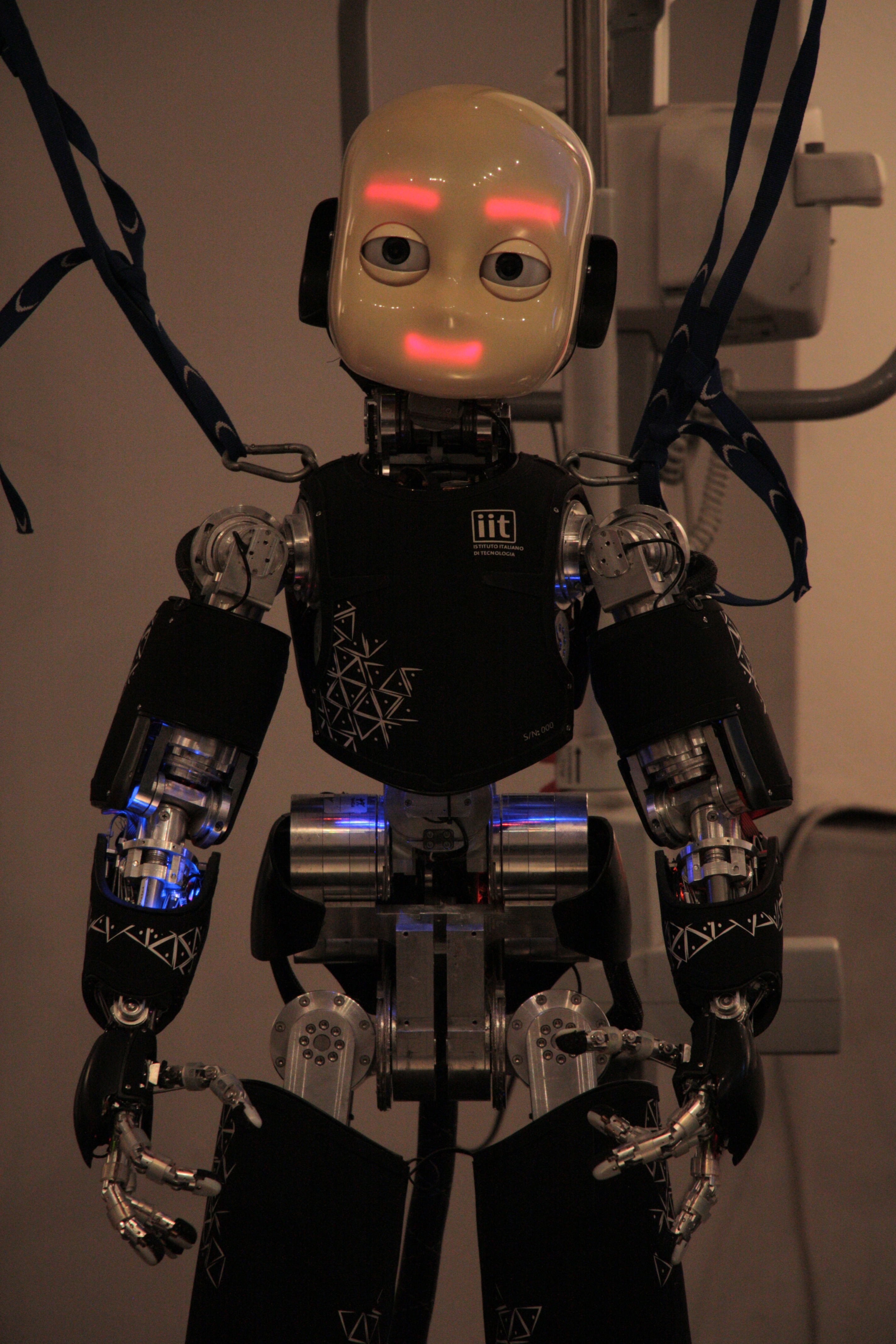
Robot Icub

Chez Akka Technologies, les ingénieurs ont incorporé une couche d'intelligence artificielle au sein de la voiture robotisée Link et Go : « la voiture est capable de reconnaître le passager, et selon l'heure et le contexte, de proposer des itinéraires. Le robot devient force de proposition. » Mais peu importe le niveau d'intelligence, l'homme doit toujours pouvoir reprendre la main, en particulier sur les robots collaboratifs destinés au service. Loin des fictions du robot capable de prendre le contrôle de nos vies, Rodolphe Hasselvander, directeur du Centre de robotique intégrée d'Île-de-France (CRIIF) nous ramène à la réalité : « Nous n'en sommes pas au point d'avoir des robots autonomes. L'idée est d'avoir un robot contrôlé à distance.

## Les 5 défis technologiques
- Matériaux intelligents : pour améliorer le sens du toucher.
- Capteurs sensoriels : pour mieux percevoir l'environnement.
- Puissance de calcul : pour définir en temps réel les trajectoires.
- Intelligence artificielle : pour apprendre à reconnaître l'environnement et effectuer de nouvelles tâches.
- Mécanique : pour que les mouvements du robot paraissent naturels pour l'humain.

## Précautions

### Robots exosquelettes
Une interaction homme-robot requiert de nombreuses précautions. Il est difficile d'assurer la sécurité physique et psychique de l'utilisateur et de ceux qui l'entourent. Cette difficulté est mise en lumière par les chercheurs Eduard Fosch-Villaronga, Carlos José Calleja, Hadassah Drukarch et Diego Torricelli dans un article expliquant les lacunes et les irrégularités de la norme ISO 13482:2014 concernant les robots exosquelettes motorisés pour le public, qui sont directement un outil où humains et robots interagissent et s'influencent les uns, les autres.
Les lacunes liées à cette norme montrent indirectement qu'il n'est pas facile de prendre en compte tous les risques, dangers, liés à une interaction directe homme-robot.
Un exemple diversifié des potentiels dangers propres à une interaction homme-robot pouvant être améliorés par cette norme ISO menant à un risque potentiel de blessure pour l'utilisateur et pour autrui:
- risque de blessure selon le temps de latence du produit, selon la réaction non prévisible de l'utilisateur.
- risque de blessure à la suite de la réaction d'une personne se trouvant à proximité du produit.
- risque de blessure psychique ou harcèlement que peut subir l'utilisateur à la suite de l'utilisation du produit.
- risque de cyberattaque visant à blesser l'utilisateur[4].

## Une méthode d'investigation particulière
Le mode d'établissement de nouvelles connaissances en HRI a la particularité de reposer sur des expériences où des systèmes robotiques réels sont mis en œuvre pour valider des hypothèse sur telle ou telle sensation et réaction que peut induire la présence et le comportement du robot sur l'humain. Une des difficultés de la discipline réside dans la subjectivité liée aux métriques utilisées sur ces expériences.